# Farallon de Pajaros
Farallon de Pajaros (španělsky Ptačí skála), neoficiálně také Urracas (španělsky Straky) je nejsevernější ostrov Marian. Tvoří ho vrchol stratovulkánu, je dlouhý 1800 metrů a široký 1600 metrů, nejvyšší bod dosahuje 360 metrů nad mořskou hladinou. Nežijí na něm žádní lidé.
Geologicky je ostrov tvořen andezitem. Sopka má podmořskou základnu o průměru asi 10 km, která se nachází více než 600 metrů pod mořskou hladinou. V jejím sousedství se nacházejí podmořské vulkány Makhahnas Seamount a Ahyi Seamount. V průběhu 19. a 20. století byla sopka často aktivní, což dalo ostrovu přezdívku Maják západního Pacifiku. Poslední erupce byla zaznamenána v roce 1967.
Ostrov postupně náležel Španělům, Němcům, Japoncům a Američanům, v roce 1985 byl prohlášen chráněným územím. Hnízdí na něm četní mořští ptáci, jako rybák černohřbetý nebo terejovití.